# Rod McCall
Roderick James McCall, detto Rod (Brisbane, 20 settembre 1963), è un ex rugbista a 15 e dirigente sportivo australiano, seconda linea, campione del mondo 1991 con gli Wallabies; dal 2009 ricopre l'incarico di direttore della federazione rugbistica del Queensland.

## Biografia
In carriera 107 volte rappresentante dell'unione rugbistica del Queensland, debuttò nelle file degli Wallabies a novembre 1989 a Strasburgo in occasione di un test match di fine anno contro la Francia.
Ben presto titolare fisso, prese parte alla Coppa del Mondo di rugby 1991 in Inghilterra, nel corso della quale scese in campo in cinque incontri; fu presente anche alla finale del torneo, che l'Australia disputò e vinse contro i padroni di casa inglesi laureandosi campione del mondo.
La sua carriera internazionale progredì fino al 1995, anno in cui partecipò alla Coppa del mondo in Sudafrica: lì disputò la sua ultima partita con gli Wallabies, una sconfitta nei quarti di finale contro, di nuovo, l'Inghilterra.
Dopo il ritiro si è dedicato alla sua attività imprenditoriale e ha rivestito incarichi in seno alla federazione australiana: membro del suo consiglio direttivo fino al 2009, si dimise per assumere la carica di presidente della federazione rugbistica del Queensland, che tuttora ricopre.
Al suo attivo anche due incontri nei Barbarians, entrambi nel 1996.

## Palmarès
- Coppe del mondo: 1
Australia: 1991